# Standartenführer

Patki kołnierzowe SS-Standartenführera

Standartenführer – stopień paramilitarny w Sturmabteilung (SA), Schutzstaffel (SS), NSKK i NSFK, który odpowiadał stopniowi Oberst (pułkownika) w siłach zbrojnych III Rzeszy (Wehrmacht). 
Jego oznaką był jeden liść dębu na obu patkach kołnierzowych, a na szarym mundurze służbowym także podwójna plecionka z dwiema kwadratowymi gwiazdkami na ramionach (analogicznie, jak dla stopnia Oberst). Oznaką na stroju maskującym były dwa pojedyncze liście dębu oraz trzy belki koloru zielonego.

## Insygnia
| Insygnia - Naramiennik - Kamuflaż - Patka kołnierzowa | Schutzstaffel (SS) | Schutzstaffel (SS) | Schutzstaffel (SS)          | Sturmabteilung (SA) | NSKK              | NSFK              |
| ----------------------------------------------------- | ------------------ | ------------------ | --------------------------- | ------------------- | ----------------- | ----------------- |
| Insygnia - Naramiennik - Kamuflaż - Patka kołnierzowa |                    |                    |                             |                     |                   |                   |
| Insygnia - Naramiennik - Kamuflaż - Patka kołnierzowa | Waffen-SS          | Waffen-SS          | - Allgemeine-SS - Waffen-SS | Patki kołnierzowe   | Patki kołnierzowe | Patki kołnierzowe |